# Торт «Павлова»
Торт «Па́влова» (рос. Павлова, скор. Пав) — торт-безе зі свіжими фруктами, особливо популярний у Австралії та Новій Зеландії .

## Історія десерту
Торт «Павлова» — це повітряний десерт з безе з ніжною хрусткою скоринкою і м'якою серединкою, яка нагадує зефір. Його зазвичай подають, декоруючи збитими вершками і свіжими фруктами.
Досі тривають суперечки про те, де цей десерт був винайдений — в Австралії чи Новій Зеландії. Єдине, що відомо напевно, це те, що торт названо на честь російської балерини Анни Павлової, яка гастролювала в Австралії і Новій Зеландії в 1926 році. У ті роки ім'я знаменитої танцівниці носили багато брендів — шоколадні цукерки, одяг, парфуми.
Кейт Моун, біограф Анни Павлової, стверджує, що шеф-кухар ресторану в одному з готелів Веллінгтона в Новій Зеландії, створив цей десерт, щоб пригостити ним балерину під час її всесвітнього турне.
Однак в Австралії впевнені, що рецепт десерту вперше винайшов кухар Берт Саші, коли він працював в готелі «Esplanade». Торт був виготовлений з нагоди дня народження, і, представляючи новий десерт, шеф-кухар вигукнув: «Такий же повітряний, як Павлова». Згідно з цією версією, саме так за десертом закріпилася його назва.

## Секрети приготування торта Павлової
Торт «Павлова» складається з безе, і дуже важливо при його приготуванні збити білки до щільної і блискучої піни. Тому посуд для збивання має бути ідеально чистим і сухим, без найменших крапельок вологи і жиру. Оскільки нам потрібні лише яєчні білки, потрібно акуратно відокремити їх від жовтків. Найпростіше розділяти на жовтки і білки охолоджені яйця. Після закінчення поділу, необхідно накрити посуд з білками кришкою і дати їм дійти до кімнатної температури (це займе близько 30 хвилин). Жовтки краще поки помістити в холодильник і придумати їм гідне застосування. Наприклад, приготувати заварний крем.
Для збивання прекрасно підходить цукрова пудра, яка розчиняється в білках набагато краще, ніж звичайний гранульований цукор. Можна приготувати цукрову пудру самостійно. Для цього 200 г цукру потрібно обробити за допомогою блендера або кухонного комбайна протягом 30-60 секунд.
Перше, що потрібно зробити для приготування десерту Павлової, — збити білки до м'яких піків. Потім додати дрібний цукор або цукрову пудру, і збивати білки до щільності і блиску. Іноді рекомендують всипати цукор поступово, але, по суті, це ніяк не впливає на структуру збитих білків. Можна також додати ванільний екстракт, кукурудзяне борошно і трохи оцту. Останні два інгредієнти забезпечують хрустку скоринку і м'яку серединку десерту.
Австралійка Стефані Александер у своїй кулінарній книзі «The cooks companion» дає кілька порад, які допомагають відрізнити правильно приготований торт Павлова: «Якщо на поверхні безе виступають сиропоподібні крапельки, значить, ви перетримали десерт в духовці; якщо з безе сочиться волога — це ознака недостатньої готовності».
Меренги для торта Павлова можна приготувати за кілька днів до подачі, якщо зберігати їх в холодильнику в герметичному контейнері. Десерт зазвичай сервірують збитими вершками, свіжими фруктами і ягодами. Якщо потрібно зробити торт менш калорійним, використовують замість збитих вершків сорбет або фруктові соуси (найкраще підійдуть полуничний, чорничний і малиновий) та свіжі фрукти.
Солодкість безе можна компенсувати кислуватими фруктами і ягодами, такими як маракуя, ківі, чорниця, ожина та малина. Десерт потрібно прикрашати вершками і фруктами безпосередньо перед подачею, інакше безе розмокне і втратить свій привабливий зовнішній вигляд.

## Найбільший торт Павлової в світі
У лютому 1999 року Музей Нової Зеландії Те Папа Тонгарева, який є новозеландським національним музеєм, розташованим в Веллінгтоні, відсвяткував свій перший день народження створенням найбільшого торта «Павлова». Цей величезний торт довжиною 45 м був названий Павзілла. А нарізала його сама прем'єр-міністр Нової Зеландії Дженні Шиплі (Jenny Shipley).
Однак в березні 2005 року студенти Східного інституту технології в Хоук Бейе (Hawke's Bay), Нова Зеландія, приготували Павконг довжиною 64 м. Для його виготовлення знадобилося 5000 яєчних білків, 150 кг цукру і 150 л вершків.